# Remember Me (игра)
Remember Me (с англ. — «Вспомни меня») — игра в жанре экшен от третьего лица, разработанная Dontnod Entertainment и изданная Capcom. Она была выпущена по всему миру в июне 2013 года для PlayStation 3, Windows и Xbox 360. Сюжет игры сосредоточен на Нилин — охотнице за воспоминаниями, работающей на подпольное сопротивление под названием «Эррористы». В начале игры, в результате действий мегакорпорации Memorize, она лишилась почти всех своих воспоминаний. С помощью таинственного человека по имени Край она отправляется в путешествие, чтобы восстановить свою личность и узнать, как можно изменить мир.
Remember Me является дебютным проектом компании Dontnod Entertainment, одним из основателей которой является Жан-Максим Морис. Основной целью при создании было наводящее на размышления повествование. Это привело к тому, что для передачи темы сюжета была выбрана женщина-протагонист. Изначально игра носила название ADRIFT и являлась эксклюзивом для PlayStation 3 от Sony, но в 2011 году её отменили. Позднее компания Capcom выкупила права на игру и разработка продолжилась под новым названием. Remember Me получила смешанные отзывы после выхода: похвалы заслужили дизайн мира, саундтрек Оливье Деривьера, амбициозность сюжета и сегменты «изменения воспоминаний», а основная критика касалась других аспектов сюжета, неудачных дизайнерских решений и простой боевой системы.

## Игровой процесс

Нилин вступает в бой, используя спаммер против своих врагов.

Геймплей Remember Me включает в себя элементы платформера, а также исследование мира и рукопашный бой. Игровой процесс происходит с видом от третьего лица. В игре представлена механика изменения воспоминаний: игрок входит в воспоминания какого-либо персонажа и может изменять их, а также манипулировать событиями. Для достижения цели необходимо изменять различные детали в воспоминании. Другая ключевая механика игрового процесса — кража воспоминаний у определённых целей и использование их впоследствии в специальных точках, называемых «Мнемофон». Это часто необходимо для продвижения по сюжетной линии или для того, чтобы избежать скрытые от игрока опасности. Помехи на экране появляются когда у Нилин мало здоровья; помехи останутся до тех пор, пока не будет восстановлено достаточное количество здоровья. Иногда Нилин сталкивается с различными загадками, которые необходимо решить, чтобы открыть двери и продвинуться дальше по сюжету.
Что касается боя, игра позволяет игрокам создавать и настраивать свои собственные комбо-связки в разделе «Лаборатория связок». Для создания связок необходимо добавлять в них боевые приёмы, получая тем самым цепочки ударов. В игре доступны четыре категории приёмов: силовые (для нанесения урона), восстановительные (для ускорения зарядки специальных приёмов), регенерирующие (для восстановления здоровья) и связующие (для усиления предыдущего приёма в связке). Приёмы разблокируются при помощи ООП (очки процедурной памяти). Одновременно нельзя создать более четырёх комбо связок. Существует 50 000 возможных комбинаций. Так же игроку доступны пять специальных приёмов, которые разблокируются по ходу сюжета. Чтобы воспользоваться каким-то спецприёмом, необходимо накопить достаточное количество единиц «фокуса». «Фокус» накапливается как при нанесении урона, так и при получении его от врагов. Спецприёмы позволяют оглушать группы врагов, двигаться на высокой скорости, становиться невидимым и наносить больше ударов, а также переманивать враждебных роботов, которые сражаются на стороне игрока, а затем самоуничтожаются. Игрокам также доступно оружие дальнего боя, такое как «Спаммер» и «Ржавый болт».

## Синопсис

### Сеттинг
Действие игры происходит в 2084 году, в футуристической версии Парижа под названием Новопариж. Корпорация Memorize изобрела новый мозговой имплантат под названием Сенсин (англ. Sensen), который позволяет загружать свои воспоминания, делиться ими с другими людьми, а также удалять несчастливые или неприятные. Таким образом, при помощи этой технологии, Memorize по сути занималась массовой слежкой. Это привело к появлению небольшой группы повстанцев, именуемых «Эррористы», пытающихся уничтожить корпорацию. Изобретение Сенсина также привело к появлению лепырей, людей с зависимостью от памяти, которые поглотили так много воспоминаний, что их Сенсин деградировал. В результате они мутировали в «недолюдей», живущих в канализации Новопарижа.

### Сюжет
Игра начинается с того, что у эррористки Нилин (актриса Кезия Берроуз), заключённой в крепости «Бастилия», стирают почти всю память. Перед тем, как ей должны стереть последние воспоминания, таинственный человек по имени Край, лидер эррористов, помогает ей сбежать. Край рассказывает Нилин, что она — эррористка, обладающий способностью как красть, так и изменять воспоминания людей. Сбежав в трущобы Новопарижа, Нилин встречает Томми, своего соратника-эррориста. На них нападает Ольга Седова — охотница за головами. Нилин погружается в сознание Ольги и изменяет воспоминания так, чтобы она поверила, будто её муж был убит врачом корпорации Memorize. Это приводит к тому, что Ольга становится союзником эррористов и затем доставляет Нилин на своём корабле к месту первого задания. Прибыв в район Сан-Мишель, Нилин, которой помогает другой эррорист с псевдонимом «Неверный Запрос», получает от Края задание выкрасть секретные коды у Каори Шеридан, главного архитектора Новопарижа. После получения кодов, Край использует их, чтобы открыть дамбу Сен-Мишель, затопив тем самым весь район. Благодаря наводнению, Нилин удаётся проникнуть в Бастилию и направиться к серверам памяти, с целью найти и вернуть сохранённые там собственные воспоминания. Так же Нилин должна уничтожить «Мадам» — садистку, управляющую Бастилией. Победив Мадам, Нилин освобождает воспоминания заключённых и частично восстанавливает свои собственные. Она вспоминает преступление, из-за которого оказалась в Бастилии; выполняя задание, Нилин изменила сознание командира Memorize, заставив его поверить, будто он убил собственную девушку. В итоге это подтолкнуло его к самоубийству.
Нилин неохотно соглашается на следующий план Края: переделать воспоминания генерального директора Memorize, Сциллы Картье-Уэллс, с целью заставить её понять, какой вред наносит технология Сенсин. Нилин пробирается в кабинет Сциллы и проникает в разум. Она изменяет воспоминания об автокатастрофе, которая заставила Сциллу обозлиться на весь мир. После этого Сцилла становится более сострадательной, а Нилин узнаёт, что она — её дочь. Затем Край отправляет Нилин в подвалы Бастилии, чтобы спасти взятого в плен Неверного Запроса. Найдя его, она обнаруживает, что его память была полностью стёрта. Выясняется, что учёный Доктор Куэйд нашёл способ управлять лепырями через их Сенсины и хочет таким образом создать частную армию для Memorize. Однако Джонни Зеленозуб, бывший коллега Куэйда, над которым проводились эксперименты, превратившие его в лепыря, убивает Куэйда и готовится к уничтожению Бастилии. Неверный Запрос ценой собственной жизни помогает Нилин уничтожить Джонни, и она сбегает с разрушенного объекта.
После этого Край отправляет Нилин найти Мыслительный куб — центральную базу Memorize, чтобы уничтожить H3O — центральный сервер Memorize. Оказавшись там, она встречает своего отца, Чарльза Картье-Уэллса, создателя технологии Сенсин. Найдя его, она обнаруживает, что из-за автомобильной аварии, в которой пострадала его жена, он погрузился в мечты об идеальном мире, свободном от болезненных воспоминаний. При помощи изменения воспоминаний, Нилин заставляет его ощутить на себе весь вред, который наносит его технология. После этого приходит Сцилла и убеждает Чарльза помочь Нилин войти в центральный сервер. Приникнув туда, Нилин узнаёт, что на самом деле Край — это сущность, созданная путём слияния всех нежелательных воспоминаний людей в H3O. Плохие детские воспоминания Нилин, связанные всё с той же аварией и стали причиной появления Края. Она входит в сервер и уничтожает его, высвобождая тем самым все хранившиеся там плохие воспоминания всех людей. Когда воспоминания высвобождаются, Нилин вспоминает слова Края о том, что разум — это крепость; воспоминания не должны становиться открытыми для всех, а с болезненными воспоминаниями нужно учиться жить, а не удалять их.

## Разработка и выпуск
Разработка Remember Me началась в 2008 году, сразу после того, как была образована компания Dontnod Entertainment. Изначально игра называлась ADRIFT, а первоначальная концепция представляла собой мир, затопленный в результате глобального потепления. Ключевая игровая механика заключалась в том, что персонаж использует гидроциклы для передвижения по прибрежному городу. Позже команда заинтересовалась концепцией памяти как центральной темой и переработала игру соответствующим образом. Геймдиректор Жан-Максим Морис изначально не хотел, чтобы события игры проходили в Париже, поскольку студия базировалась именно там. Игра разрабатывалась как ролевая, и компания Sony хотела издавать её эксклюзивно для PlayStation 3. Разработка началась в феврале 2010 года. После творческих разногласий между Dontnod и Sony и последующей отмены проекта в феврале 2011 года из-за сокращения бюджета, проект был представлен на выставке Gamescom 2011 в надежде привлечь внимание других издателей. Dontnod начала своё сотрудничество с Capcom Europe, поскольку она приобрела интеллектуальную собственность на игру в 2012 году. Разработчикам было предоставлено финансирование для проекта, а сама игра была переработана в приключенческую.
Основная тема игры вдохновлена социальными сетями, такими как Facebook, Tumblr и «Твиттер». Морис объяснил, что, хотя некоторые элементы выглядят фантастическими, игра основана на реальном мире с точки зрения того, как социальные сети могут развиваться в ближайшие десятилетия. Игра была создана под влиянием классических аниме в стиле киберпанк, таких как «Акира» и «Призрак в доспехах», а одним из литературных произведений, на которые ссылаются в игре, является роман «1984» Джорджа Оруэлла. Когда в одном из интервью Мориса спросили, почему главным героем является женщина, он ответил, что хотел сделать игру в жанре киберпанк, которая была бы больше посвящена «эмоциям, близости, идентичности и тому, как технологии будут пересекаться с ними», поэтому было более логично, чтобы персонажем игры была именно женщина. Однако, когда игра была показана потенциальным издателям, многие отговаривали их от поддержки проекта, говоря, что мужской персонаж в главной роли будет более успешным.
Композитором игры выступил Оливье Деривьер, партитура была записана с оркестром из 70 человек, а затем модифицирована и изменена с помощью электронного оборудования. В интервью для Game Informer Деривьер сказал: «Во время моего первого контакта [с игрой] я был в замешательстве от такого количества информации, и я чувствовал, что музыка должна отражать это замешательство». Деривьер так же сообщил, что игроки не услышат главную музыкальную тему до конца прохождения, поскольку она разбросана частями по всей игре. Это было сделано для того, чтобы отразить характер игры и историю Нилин. За свою работу Деривьер был удостоен награды IFMCA 2013 года в номинации «Лучшая оригинальная партитура для видеоигры или интерактивного медиа». В качестве игрового движка при разработке Remember Me был выбран Unreal Engine 3. Такой выбор обуславливался необходимостью снизить нагрузку на начинающую студию, насчитывающую чуть менее 100 сотрудников. Чтобы оценить движок, Dontnod сотрудничала с командой инженеров Epic Games на различных этапах производства.

## Реакция
| Сводный рейтинг                    | Сводный рейтинг                           |
| Агрегатор                          | Оценка                                    |
| ---------------------------------- | ----------------------------------------- |
| GameRankings                       | (PS3) 73,33 % (X360) 68,73 % (PC) 67,06 % |
| Metacritic                         | (PS3) 72/100 (X360) 70/100 (PC) 65/100    |
| Иноязычные издания                 |                                           |
| Издание                            | Оценка                                    |
| Edge                               | 8/10                                      |
| Eurogamer                          | 7/10                                      |
| Game Informer                      | 7,75/10                                   |
| GameSpot                           | 7/10                                      |
| GamesRadar+                        | [ 38 ]                                    |
| GameTrailers                       | 6,8/10                                    |
| IGN                                | 5,9/10                                    |
| Joystiq                            | [ 41 ]                                    |
| Polygon                            | 8/10                                      |
| Official PlayStation Magazine (UK) | 7/10                                      |
| Русскоязычные издания              |                                           |
| Издание                            | Оценка                                    |
| Absolute Games                     | 60 %                                      |
| «Игромания»                        | 8,5/10                                    |
| StopGame.ru                        | похвально                                 |

Remember Me получила «смешанные или средние» отзывы, согласно агрегатору рецензий Metacritic. Дизайн мира, саундтрек и сюжет в целом были высоко оценены, в то время как некоторые другие аспекты были подвергнуты критике. В 2017 году газета The Daily Telegraph назвала Remember Me одной из лучших видеоигр в стиле киберпанка.

### Иноязычные издания
Сотрудники Edge отметили Нилин как «сильную главную героиню», обладающую сочетанием тех черт характера, которые делают её привлекательной. Они также высоко оценили историю о возвращении утраченных воспоминаний. Головоломки были названы свежими и заставляющими задуматься. Том Брамвелл из Eurogamer высоко оценил работу Dontnod над «освежающей» боевой системой. Он считает, что изменения воспоминаний были захватывающими, а концепция злоупотребления технологиями было хорошо представлена в игре. По словам Бена Ривза из Game Informer, изменения воспоминаний в Remember Me являются главной изюминкой игры. Саундтрек также пришёлся ему по душе. Кевин ВанОрд из GameSpot остался доволен Нилин, назвав её «великолепной героиней, которая одновременно сильна и уязвима». Предыстория и сеттинг получили высокую оценку, а саундтрек был назван «превосходным». Райан Талджоник из GamesRadar положительно отозвался о визуальной стилистике города и отметил, что она богата деталями. Он согласился с тем, что изменение воспоминаний вызывает наибольший восторг среди всего, что представлено в игре. Джастин Спир из GameTrailers считает, что Remember Me хорошо представила свою концепцию с «увлекательными» и «нелепыми» элементами. Дэниел Крупа из IGN восхитился амбициозностью игры. Новопариж был назван ярким и самобытным, и, как и остальные рецензенты, он высоко оценил механику изменения воспоминаний. Людвиг Кицманн из Joystiq высоко оценил способность Нилин манипулировать воспоминаниями и пожелал, чтобы в будущем возможностей для её использования было больше. Сотрудники журнала OPM отметили, что футуристичная обстановка выглядит «удивительной» и «визуально захватывающей». Артур Гис из Polygon оценил игровой мир, сюжет и главную героиню как наиболее положительные стороны игры. Дополнительно от отметил, что система создания комбо связок выделяет предсказуемую в остальном боевую систему. Гис считает, что саундтрек заслуживает признания за хороший уникальный стиль, который, по его мнению, дополняет центральную тему игры.
В противовес вышесказанному, сотрудники Edge жаловались на то, что персонажи, кроме Нилин, в целом были слабые. Они так же считали, что система комбо связок несовершенна, поскольку для разблокировки всех комбо требовалось слишком много времени. Хоть Том Брамвелл и был вовлечён в игровой процесс в первые несколько часов, он сказал, что последующие части истории страдают от слишком большого количества научно-фантастических элементов. Отсутствие внешней мотивации для главной героини ему также не понравилось. Ривз был недоволен персонажами, мир которых, по его словам, был интереснее, чем они сами, а также ругал сюжет за «невдохновенность». ВанОрд отметил, что игру сдерживает неполноценный сюжет и некачественный дизайн уровней. Диалоги и метафоры были раскритикованы за то, что они приглушают весь потенциал сюжета. Талджонику также не понравились диалоги, одним из их главных недостатков был назван чрезмерный жаргон. Исследование мира было признано ограниченным, дизайн уровней — клаустрофобным, а боевая система — «жёсткой». Дэниел Крупа не был впечатлён действием, которому, по его мнению, не хватало разнообразия и которое было выполнено плохо. Его восторг от визуальной составляющей мира привёл к разочарованию из-за ограниченных возможностей его изучения. Кицманн назвал Remember Me «вялым и посредственным экшеном», чей внешний вид имеет бо́льшее значение, чем его исполнение. Бои в игре он так же назвал «вялыми». Сотрудники PlayStation Official Magazine быстро разочаровались в игре, поскольку она почти сразу превращается в «типичный файтинг».

### Русскоязычные издания
Игромания поставила игре 8,5 из 10 отметив, что «Remember Me, пожалуй, — самая стильная фантастика за последние много лет. Даже Deus Ex: Human Revolution, задавший новую визуальную моду в жанре, блёкнет по сравнению с ней», отметив при этом такие недостатки как скудная боевая система и временами неудобные ракурсы камеры. По итогам 2013 года игра также получила награду «Творческий замысел» от сайта «Игромания.ру». Absolute Games оценила игру на 60 %, назвав её красивым, изящным боевиком, в котором иногда разворачивается серьёзная драма. Глеб Клепцов в своём обзоре для StopGame поставил Remember Me оценку «похвально», отметив, что игра «представляет собой дорогой мейнстрим-продукт, который плохим быть не может» и что в целом она увлекательная, но при этом не запоминающаяся. К плюсам игры он отнёс такие аспекты, как «антиутопическая романтика, власть над чужой памятью, интригующий сюжет и достаточно интересная боевая механика», а к минусам «коридорные уровни, не слишком зрелищные сражения и вторичность геймплейной концепции».

### Продажи
В 2016 году Remember Me стала «платиновым тайтлом» Capcom, было продано более 1 миллиона копий. Включение в PlayStation Plus в октябре 2013 года и феврале 2014 года помогло набрать игре более двух миллионов игроков, в результате чего она стала второй по количеству загрузок в PlayStation Plus в Европе. Летом 2018 года, благодаря уязвимости в защите Steam Web API, стало известно, что точное количество пользователей сервиса Steam, которые играли в игру хотя бы один раз, составляет 587 213 человек.

## Другие медиа
Перед выходом игры на специальном интерактивном сайте была опубликована официальная предыстория мира. Интерактивный сайт был изображён в виде дневника Антуана Картье-Уэллса, основателя корпорации Memorize и создателя мозгового имплантата Сенсин. Дневник так же рассказывает историю Memorize в течение 100 лет, предшествующих началу игры. Во время выхода игры Dark Horse Comics выпустила 24-страничный печатный комикс, написанный Мэттом Киндтом и проиллюстрированный Мэтью Саутвортом, в качестве эксклюзивного бонуса при предзаказе игры в магазине GameStop. Позже Dark Horse опубликовала 184-страничную книгу в твёрдом переплёте с концепт-артами из игры и комментариями разработчиков. 20 июня 2013 года была опубликована ещё одна официальная предыстория, на этот раз происходящая за несколько месяцев до начала игры и посвящённая персонажу Нилин. Она была написана британским писателем Скоттом Харрисоном и опубликована компанией Capcom в виде электронной книги.

## Возможное продолжение
К 2015 году компания Dontnod уже завершила работу над сюжетом для возможного продолжения. Жан-Максим Морис сказал «Мы знаем, что бы мы хотели сделали для „Remember Me 2“. Основная история уже написана. Мы знаем, что бы мы хотели исправили. Это игра, которая готова к созданию, но финальное решение должна принять Capcom». Однако Морис добавил, что Dontnod также намерена поработать над ещё одним сезоном Life Is Strange, прежде чем приступить к работе над сиквелом Remember Me. По имеющимся данным, Capcom больше не планирует выпускать сиквел; Генеральный директор Оскар Гильберт признался, что хоть релиз Remember Me и прошёл в целом нормально, но только неожиданный успех Life Is Strange спас компанию от «очень сложной» финансовой ситуации.